# Parasolden
Parasolden (Pinus pinea) is een soort uit het geslacht den (Pinus). Het is een conifeer die oorspronkelijk uit het westelijk Middellandse Zeegebied komt en goed bestand is tegen de wind. Sinds de tijd van de Romeinen wordt de boom al aangeplant in kuststreken. 

## Determinatie
Parasolden is boomvormende conifeer die een hoogte kan bereiken van ± 30 m. De bomen hebben een paraplu- of parasolvormige kroon met grote, uitgespreide takken die bevestigd zijn aan een korte stam. Het is een opvallende verschijning in het genoemde gebied. De kleur van de boomschors varieert van roodbruin tot oranje. De schors heeft diepe groeven en schubben. De twijgen zijn bleek grijsachtig groen en zijn gekromd.
De knoppen zijn roodbruin en zijn voorzien van witte rafels. De top van de knop is naar buiten gekeerd. Parasolden heeft donkergroene naalden met een scherpe punt. Ze staan in paren en zijn 12–20 cm lang.
De kegelvrucht is glimmend bruin, bolvormig met een afgeplatte voet. De schubben zijn afgerond aan de uiteinden en ze hebben een duidelijke centraal gelegen knobbel. De zaden van de kegel zijn eetbaar en algemeen bekend onder de naam pijnboompit.

## Toepassingen
Pijnboompitten worden rauw of geroosterd gegeten en zijn een van de ingrediënten van pesto. Plaatselijk wordt het hout gebruikt voor meubilair en andere doeleinden.

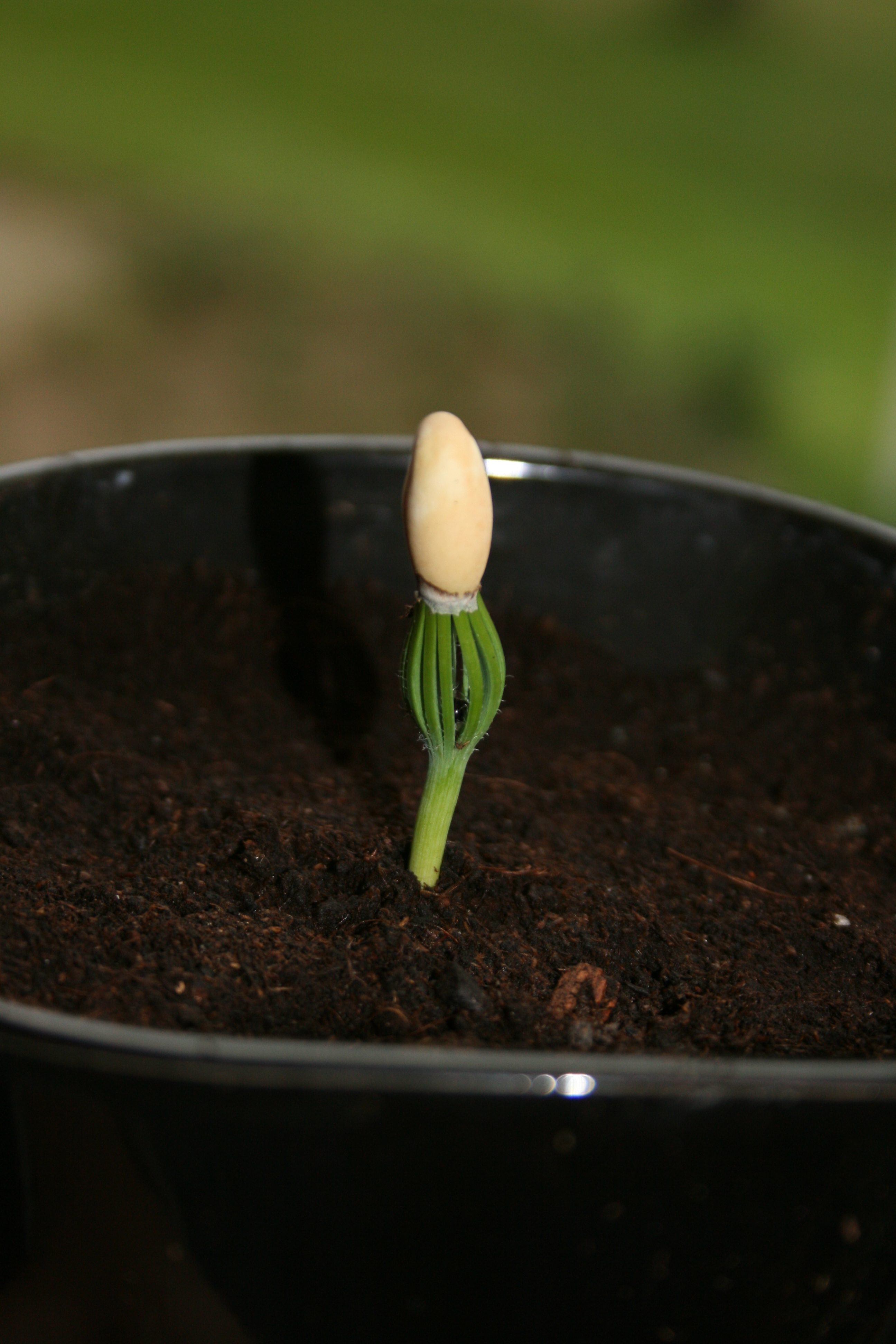
Jonge plant
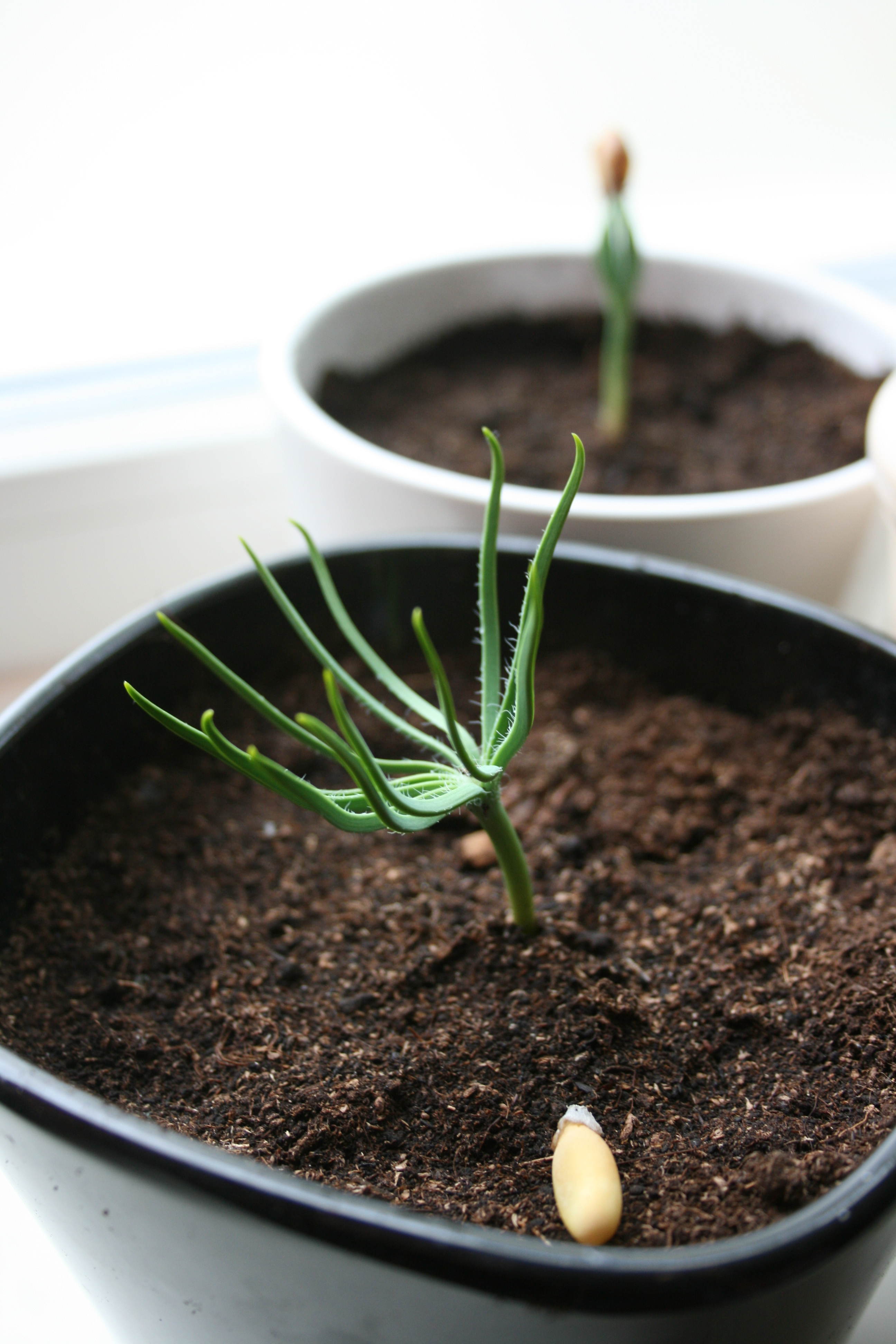
Jonge plant

... · 
P. albicaulis (asgrijze den) · 
P. aristata (stoppelden) · 
P. balfouriana (vossenstaartden) · 
P. brutia (Turkse den) · 
P. canariensis (Canarische den) · 
P. cembra (alpenden) · 
P. contorta (draaiden) · 
P. densiflora (Japanse rode den) · 
P. halepensis (aleppoden) · 
P. heldreichii (Bosnische den) · 
Pinus hwangshanensis · 
P. jeffreyi (jeffreyden) · 
P. koraiensis (Koreaanse den) · 
P. lambertiana (suikerden) · 
P. longaeva (langlevende den) · 
P. monophylla · 
P. monticola (Amerikaanse witte den) · 
P. mugo (bergden) · 
P. muricata (bishopden) · 
P. nigra (zwarte den) · 
P. nigra subsp. laricio (Corsicaanse den)  · 
P. nigra subsp. nigra (Oostenrijkse den) · 
P. palustris (moerasden) · 
P. parviflora (Japanse witte den) · 
P. peuce (Macedonische den) · 
P. pinaster (zeeden) · 
P. pinea (parasolden) · 
P. ponderosa (gele den) · 
P. pumila (Siberische dwergden) · 
P. radiata (montereyden) · 
P. strobus (weymouthden) · 
P. sibirica (Siberische den) · 
P. sylvestris (grove den) · 
P. thunbergii (Japanse zwarte den) · 
P. wallichiana (tranenden) · 
...